# Tupambaé
Tupambaé (guaraní: propietat de Déu) és una localitat de l'Uruguai, ubicada al sud-oest del departament de Cerro Largo. Aquesta població es troba a la vuitena secció departamental i té 1.000 habitants, segons les dades del cens del 2004.
El poble rep el seu nom del turó del mateix nom, d'origen guaraní, i que s'ubica a pocs quilòmetres del nucli urbà.
| 1963  | 1975  | 1985  | 1996 | 2004    |
| ----- | ----- | ----- | ---- | ------- |
| 1.067 | 1.125 | 1.037 | 974  | {{{5}}} |